# Xenochironomus trochanteratus
Xenochironomus trochanteratus är en tvåvingeart som först beskrevs av Thomson 1869.  Xenochironomus trochanteratus ingår i släktet Xenochironomus och familjen fjädermyggor.
Artens utbredningsområde är Filippinerna. Inga underarter finns listade i Catalogue of Life.